# Alexander Erdmann

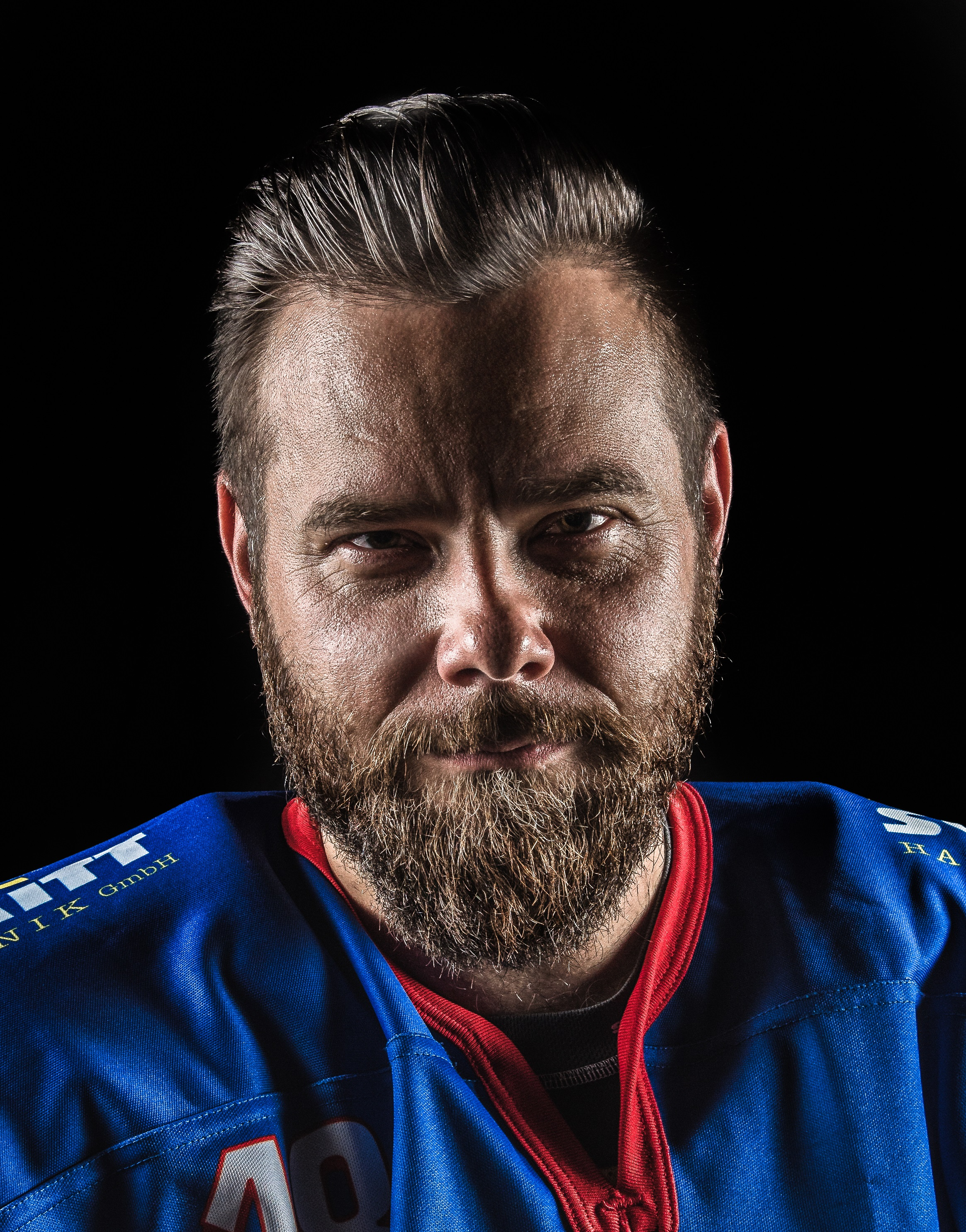
Alexander Erdmann 2016

Alexander Erdmann (* 14. April 1977 in Mannheim, Baden-Württemberg) ist ein deutscher Eishockeyspieler, der für die Adler Mannheim in der Deutschen Eishockey Liga aktiv war.

## Spielerkarriere
Der 1,75 m große Verteidiger durchlief die Jugendmannschaften der Adler, bevor er in der Saison 1995/96 seine ersten Profieinsätze für die Mannheimer bestritt. Zwischen 1995 und 1998 stand der Linksschütze zwölfmal für die Adler auf dem Eis und gewann zweimal die Deutsche Meisterschaft. Seit 2002 spielt Erdmann für den Mannheimer ERC in der Regionalliga. Seit 2009 spielt Erdmann für die Rhein-Neckar-Stars, eine Kooperation zwischen dem Traditionsverein MERC-Jungadler Mannheim e.V. und den Eisbären Eppelheim, in der Regionalliga Süd-West. 
Für die Deutsche U18 und U20-Nationalmannschaft bestritt Alexander Erdmann zudem die Junioren Eishockey-Europameisterschaft 1995 und Junioren-WM 1997. Mit der U18-Juniorennationalmannschaft in Berlin erreichte Alexander Erdmann die Silbermedaille.

## Erfolge und Auszeichnungen
- 1997 Deutscher Meister mit den Adler Mannheim
- 1998 Deutscher Meister mit den Adler Mannheim

## Karrierestatistik
(Legende zur Spielerstatistik: Sp oder GP = absolvierte Spiele; T oder G = erzielte Tore; V oder A = erzielte Assists; Pkt oder Pts = erzielte Scorerpunkte; SM oder PIM = erhaltene Strafminuten; +/− = Plus/Minus-Bilanz; PP = erzielte Überzahltore; SH = erzielte Unterzahltore; GW = erzielte Siegtore; 1 Play-downs/Relegation; Kursiv: Statistik nicht vollständig)